# いらちの愛宕詣り
『いらちの愛宕詣り』（いらちのあたごまいり）は上方落語の演目。『いらちの愛宕参り』とも表記される。江戸落語では『堀の内』の題で演じられる。「いらち」とは大阪弁で「あわて者」「せっかちな者」の意味。
『愛宕山』とならぶ、愛宕山を主題とした演目である。あわて者が愛宕神社に参詣に行って起きる騒動を描く。原話として、宇井無愁の『落語の根多 笑辞典』は以下の3つを挙げる。
1. 『醒睡笑』第1巻「鈍副子」（どんぶす）の第25話（田舎者が上京して、似たような家屋が並ぶので目印をつけろと同行者に命じられたが、役に立たない目印という内容）
2. 『軽口片頬笑』（明和7年・1770年）第1巻の軽口咄（三条東の宿屋街に「ゆうべこんな男が泊まらなかったか」と宿屋ごとに聞き回る男が現れ、ある宿で「確かに泊めたが愛宕参りに出てまだ帰ってこない」と返事すると「それはおれだ」と話す内容）
3. 『楽牽頭』（安永元年・1772年）の「灯籠見物」（女郎屋に行ってそこから灯籠見物に出た田舎者が、もとの女郎屋がわからなくなり「こんな客が出て行かなかったか」と店ごとに聞き回る内容）

宇井は、「現行話は（二）に（一）を加味したもの」とする。前田勇の『上方落語の歴史 改訂増補版』は2のみを原話としている。

## あらすじ
あわて者の喜六、自分の「いらち」を治すには「伊勢にゃ七たび、熊野に三度、愛宕さんへは月詣り」という歌で有名な愛宕山に参詣しようと、女房に弁当と百つなぎという一文銭をつないだものをもらい「三文お賽銭やで。あとはあんさんの小づかいやで。」と念を押され、早速愛宕山へ向かう。
歩くうちに神社が見えてきた。通りがかりの人に「ここが愛宕山ですかいな。」と訊くと、「ここは北野の天神さんじゃ。愛宕山やったら反対どすがな。」
道を変えて進むうち「何や。どっかで見たような町内やなあ。…あれ、あっこで喋ってンのうちのかかそっくりやで。」といぶかると、「ちょっと、おさきはん、あこでうろうろしてんの、あんたとこの喜イさんちゃうか。」「そんなあほな。うちの人朝の早うから愛宕さんへお詣りにいってるがな。…まア、うちの人やわ。ちょっと、もう行ってきたンか！？」「…え。こらわしの家やがな。」と、あっちへうろうろ、こっちへうろうろ。喜六はようようのことで愛宕山に着く。
「もうし、愛宕さん。わいのいらち治してや。」と勢いよく賽銭を投げたのはいいが、手元に三文残しあとすべて神社に挙げてしまう。「あ、盗人や。」と叫んで、神主が駆け付ける騒ぎに。「えらいすいまへん。賽銭まちごたんで返しておくんなはれ。」「そんなことでけへんがな。」「ええっ！何じゃ小づかいとられてしもたがな。」と喜六はおおむくれするが金は返ってこない。
仕方なく参道の茶店に入り弁当を食べようとするが、包みを開けてみると、何と女房の腰巻に枕。
「何やこれは。あのかか、俺に恥かかしやがった。」と怒り心頭に発した喜六、家に飛んで帰って「こら！ おのれは！ 弁当やと思たら、お前の腰巻に枕やないかい。こうしてくれる！」と殴りかかる。「ああ…何するのン。」「何ぬかしとるネン。ようも恥かかしやがって…」「ちょ、ちょっと待ちなはれ。あんた、隣の喜イさんやないか。」「えっ！ あっ！ 隣やがな。」
喜六、我が家に飛び込んで女房に「えらい、ただ今は不調法。」

## バリエーション
落ち（サゲ）の言い方には「只今は、えらい失礼を」というものもある。

## 江戸落語『堀の内』
東京の『堀の内』は、参詣する場所が「堀の内のお祖師様」となっている。そのほかにも、帰宅した主人公が子どもを銭湯に連れて行く（そこが落ちになっている）、『いらちの愛宕詣り』にはない下りがある。